# Français d'Amérique
Le français d'Amérique ou français américain regroupe les variétés de la langue française parlée en Amérique. Le terme français canadien regroupe toutes les variétés du français parlées au Canada (français québécois, le français acadien, etc.), dont le français québécois qui est la variété de français la plus parlée en Amérique. Le français d'Amérique est habituellement opposé au français d'Europe, l'Europe étant l'autre continent ayant une grande population de langue maternelle française.  
Les variétés de français d'Amérique partagent un grand nombre de traits qui les distinguent du français d'Europe. De nombreux mots relevant de la terminologie francophone dans le domaine de l'informatique et d'Internet est originaire du Canada francophone. 

## Variétés principales
- le français québécois ou français canadien-français, terme regroupant chez les linguistes le français du Québec (sauf les parties où on parle le français acadien), celui des provinces canadiennes à l'ouest du Québec, et celui des minorités francophones de la Nouvelle-Angleterre qui lui ressemblent ;
- le français acadien, des provinces maritimes du Canada, principalement du Nouveau-Brunswick et d'une partie du Québec (sud de la Gaspésie, Îles-de-la-Madeleine) ;
- le français cadien ou français louisianais, parlé en Louisiane, aux États-Unis, et proche parent du français acadien.

## Autres variétés
- le français métis du Manitoba et de la Saskatchewan (à ne pas confondre avec le michif qui est une langue mixte) ;
- le français du Missouri du comté de Sainte-Geneviève, aux États-Unis ;
- le français terre-neuvien parlé dans l'île de Terre-Neuve ;
- ainsi que les variétés proches du français de France :
  - le français de Saint-Barthélemy, parlé dans la paroisse Sous-le-Vent de l'île ;
  - le français guyanais, parlé en Guyane ;
  - le français saint-pierrais, parlé à Saint-Pierre-et-Miquelon.